# 17407 Teige
17407 Teige este o planetă minoră (asteroid), cu un diametru de 8,994 km, din centura de asteroizi. A fost descoperită pe 14 octombrie 1987 la Observatorul Kleť de Antonín Mrkos. 
Obiectul prezintă o orbită caracterizată de o semiaxă mare de 2,6601477 UAi, o excentricitate de 0,27, o înclinație de 9,15059 ° în raport cu ecliptica.